# North American T-28 Trojan
El North American T-28 Trojan es un entrenador militar de motor de pistón que fue usado por la Fuerza Aérea y la Armada de los Estados Unidos a principios de los años 50. Además de su uso como entrenador, el T-28 fue empleado exitosamente como avión contrainsurgencia, principalmente durante la guerra de Vietnam. Ha continuado en uso civil como avión acrobático.

## Diseño y desarrollo
El 24 de septiembre de 1949, el XT-28 (designación de compañía NA-159) voló por primera vez, siendo diseñado para reemplazar al T-6 Texan. El T-28A llegó al Air Proving Ground, Base de la Fuerza Aérea Eglin, Florida, a mitad de junio de 1950, para realizar pruebas de idoneidad como entrenador avanzado, realizadas por el 3200th Fighter Test Squadron, considerándose sus capacidades de transición, de instrumentación y de puntería. Encontrado satisfactorio, se emitió un contrato y, entre 1950 y 1957, se construyó un total de 1948 ejemplares.
Tras la retirada del T-28 del servicio militar estadounidense, una cantidad fue refabricada por Hamilton Aircraft en dos versiones llamadas Nomair. Las primeras máquinas remozadas, designadas T-28R-1, eran similares a los T-28 estándares desde los que fueron adaptados, y fueron suministrados a la Marina de Brasil. Más tarde, se llevó a cabo una conversión más ambiciosa como T-28R-2, que transformaba el avión biplaza en tándem en un monoplano de cabina de cinco asientos para su uso en la aviación general. Otras conversiones civiles de T-28A exmilitares fueron llevadas a cabo por Pac-Aero como Nomad Mark I y como Nomad Mark II.

## Historia operacional

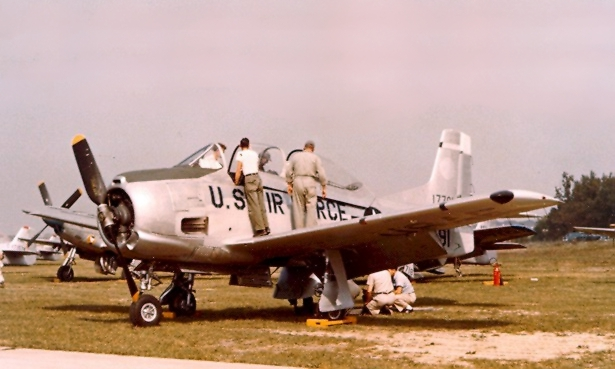
Un T-28A de la Guardia Aérea Nacional de Virginia Occidental en 1957.

Después de ser adoptado como entrenador primario por la USAF, la Armada y el Cuerpo de Marines estadounidenses también lo adoptaron. Aunque la Fuerza Aérea retiró la aeronave del entrenamiento primario de pilotos a principios de los años 60, continuó usándolo para el entrenamiento limitado de tripulaciones de operaciones especiales y como entrenador primario de personal militar extranjero seleccionado. El avión continuó siendo usado como entrenador primario por la Armada (y por defecto, por el Cuerpo de Marines y la Guardia Costera) hasta principios de los años 80. 
La mayor concentración unitaria de este aeronave fue empleada por la Armada estadounidense en la Naval Air Station Whiting Field en Milton (Florida), en el entrenamiento de alumnos aviadores navales. El carrera del T-28 en las fuerzas armadas estadounidenses acabó con la finalización de la gradual puesta en servicio del entrenador turbohélice T-34C. El último escuadrón de entrenamiento de la Armada estadounidense en volar el T-28 fue el VT-27 “Boomers”, basado en la Naval Air Station Corpus Christi, Texas, realizando el último vuelo de entrenamiento del modelo a principios de 1984. El último T-28 del Mando de Entrenamiento, BuNo 137796, despegó para el Distrito Naval de Washington el 14 de marzo de 1984, para ser exhibido permanentemente en la Naval Support Facility Anacostia, D.C.

### Combates en la guerra de Vietnam

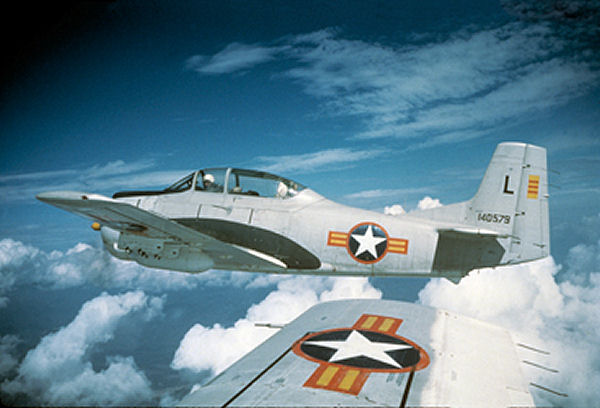
T-28C de la VNAF sobre Vietnam.

En 1963, un T-28 de la Real Fuerza Aérea de Laos, pilotado por el teniente Chert Saibory, tailandés, desertó a Vietnam del Norte. Saibory fue encarcelado inmediatamente y su avión fue requisado. A los seis meses, el T-28 fue remozado y puesto en servicio con la Fuerza Aérea de Vietnam del Norte como su primer avión de caza.
Se suministraron T-28 a la Fuerza Aérea de la República de Vietnam (RVNAF) en apoyo a las operaciones terrestres del ARNV, entrando extensamente en servicio durante la guerra de Vietnam en manos de la RVNAF, así como en la guerra secreta en Laos. Un T-28 Trojan fue el primer avión de ataque de ala fija estadounidense (sin ser un modelo de transporte) perdido en Vietnam del Sur, durante la guerra de Vietnam. El capitán Robert L. Simpson, de la USAF, Destacamento 2A, 1st Commando Group, y el teniente Hoa, de la RVNAF, fueron derribados por fuego terrestre el 28 de agosto de 1962, mientras volaban una misión de apoyo aéreo cercano. Ningún tripulante sobrevivió. La USAF perdió 23 T-28 por varias causas durante la guerra, ocurriendo las dos últimas pérdidas en 1968.

### Otros usos en combate
La CIA usó varios T-28 en el antiguo Congo Belga durante los años 60.
El Ejército del Aire francés usó Trojan refabricados localmente para realizar misiones de apoyo cercano en Argelia.
Nicaragua reemplazó su flota de más de 30 P-51 ex suecos con T-28, a principios de los años 60.
Filipinas utilizó T-28 (conocidos coloquialmente como “Tora-toras”) durante el intento de golpe de Estado de 1989. Los aviones fueron desplegados a menudo como bombarderos en picado por las fuerzas rebeldes.

### Uso civil
AeroVironment modificó y blindó un T-28A para realizar investigaciones atmosféricas para la South Dakota School of Mines & Technology (SDSM&T), fundada por la Fundación Nacional para la Ciencia, y operada de esta forma desde 1969 hasta 2005. SDSM&T estaba planeando reemplazarlo con otro antiguo avión militar modificado, específicamente un Fairchild Republic A-10 Thunderbolt II. Se encontró que el plan acarreaba demasiados riesgos asociados con las costosas modificaciones requeridas y el mismo fue cancelado en 2018.

### Exhibiciones acrobáticas y como pájaros de guerra
Muchos T-28 retirados fueron posteriormente vendidos a operadores civiles, y gracias a sus razonables costes operativos se encuentran hoy volando o exhibidos como pájaros de guerra.

## Variantes

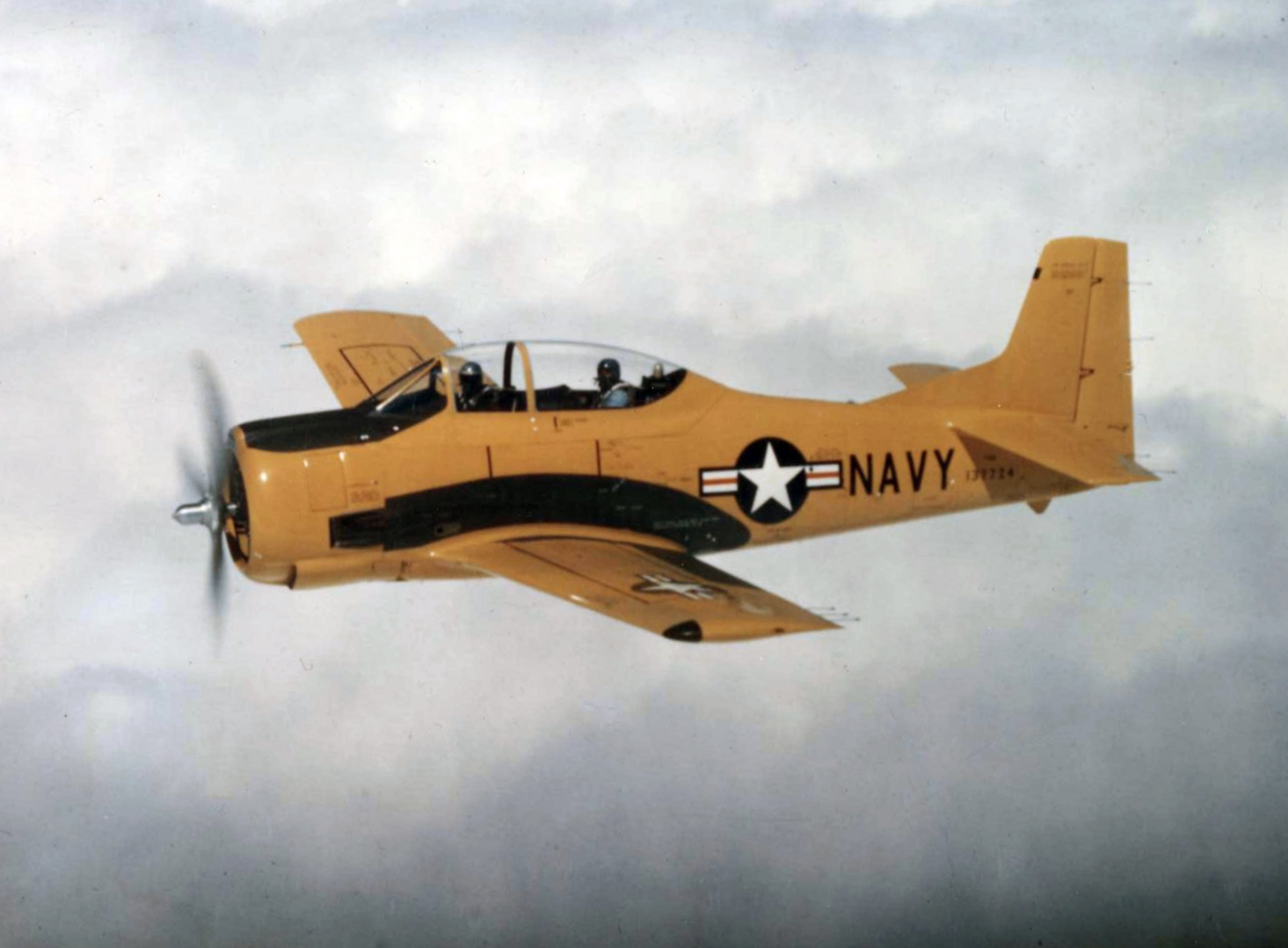
Uno de los primeros T-28B de producción de la Armada estadounidense en 1954.

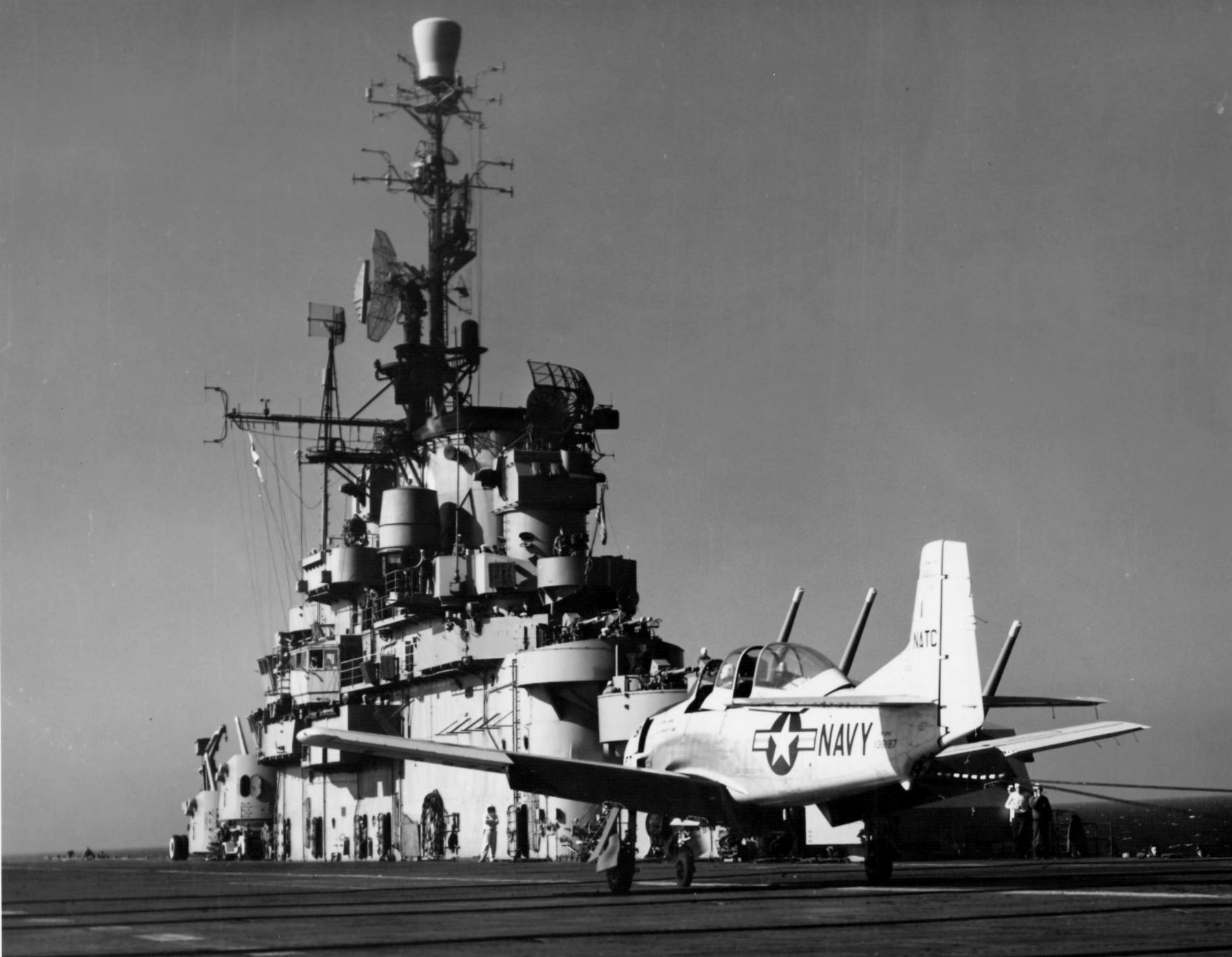
Un T-28C equipado con gancho tras enganchar, a bordo del, en 1955.

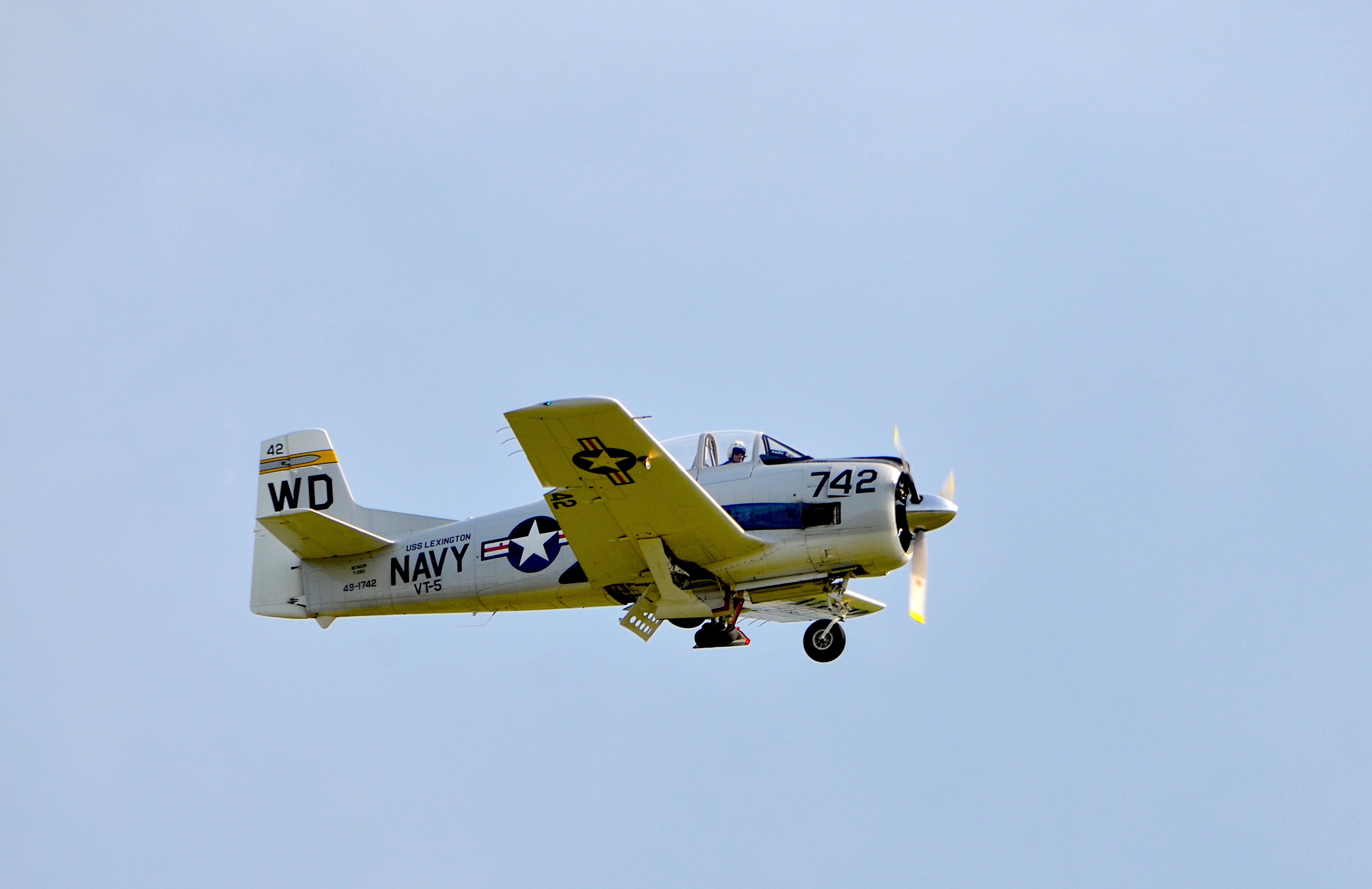
T-28D en el aeródromo Degerfeld, (2017).

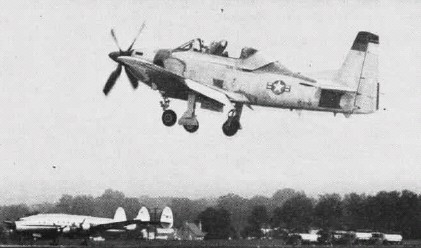
Un turbohélice YAT-28E en 1964.

XT-28
Prototipo, 2 construidos.
T-28A
Versión de la Fuerza Aérea estadounidense con un motor radial Wright R-1300-7 de 597 kW (800 hp), 1194 construidos.
T-28B
Versión de la Armada estadounidense con motor radial Wright R-1820-86A u -86B de 1063 kW (1425 hp), hélice tripala, freno aéreo montado ventralmente, 489 construidos.
T-28C
Versión de la Armada estadounidense, un T-28B con palas de la hélice acortadas y gancho para entrenamiento de apontajes en portaaviones, 266 construidos.
T-28D Nomad
T-28B convertidos para la USAF en 1962 para realizar tareas de contrainsurgencia, reconocimiento, búsqueda y rescate, y como controlador aéreo avanzado en Vietnam. Equipado con dos soportes subalares. Los posteriores T-28D-5 tenían cajas de munición dentro de las alas que podían ser enganchadas a contenedores con armas montados en los puntos fuertes, para conseguir un mejor centro de gravedad y aerodinámica, 321 convertidos por Pacific Airmotive (Pac-Aero).
T-28 Nomad Mark I: motor Wright R-1820-56S (1300 hp).
T-28 Nomad Mark II: Wright R-1820-76A (1425 hp).
T-28 Nomad Mark III: Wright R-1820-80 (1535 hp).
Fairchild AT-28D
Modelo de ataque del T-28D usado para realizar misiones de apoyo aéreo cercano (CAS) por la USAF y por fuerzas aéreas aliadas en el Sureste de Asia, que fue apodado “Tango” por sus pilotos. Estaba equipado con 6 puntos fuertes subalares y el asiento eyectable propulsado a cohetes Stanley Yankee, 72 convertidos por Fairchild Hiller.
YAT-28E
Desarrollo experimental del T-28D de contrainsurgencia. Propulsado por un turbohélice Lycoming YT-55L-9 de 1823 kW (2445 hp), y armado con dos ametralladoras de calibre 12,7 mm y hasta 2730 kg de armas en 12 puntos fuertes subalares. Se convirtieron tres prototipos desde T-28A por North American, volando el primer modelo el 15 de febrero de 1963. El proyecto fue cancelado en 1965.
T-28S Fennec
T-28A ex USAF convertidos en 1959 por el Ejército del Aire francés, reemplazando al Morane-Saulnier MS.733A. Volado por sus Escadrilles d'Aviation Légère d'Appui (EALA) en tareas de contrainsurgencia en el norte de África desde 1959 hasta 1962. Equipado con una cubierta deslizante eléctrica, blindaje lateral, motor radial sobrealimentado Wright R-1820-97 (el modelo usado en el bombardero B-17), y cuatro puntos fuertes subalares. Es referido como la variante “S” debido a que su motor tenía un sobrealimentador, también fue referido como variante T-28F (significando la “F”, Francia).
Para las misiones de apoyo de fuegos, usualmente llevaba dos contenedores dobles de ametralladoras de calibre 12,7 mm (con 100 disparos por arma) y dos contenedores de cohetes Matra Type 122 6 x 68 mm. También podía llevar en puntos fuertes emparejados una bomba “de hierro” HE o GP de 120 kg, un contenedor de cohetes Matra Type 361 36 x 37 mm, un contenedor de cohetes SNEB 7 x 55 mm, o un lanzador de cohetes pesados  Matra Type 13 monorraíl, Matra Type 20 o Type 21 birraíl, Matra Type 41 de cuatro raíles (2x2), o Matra Type 61 o Type 63 de seis raíles (3x2) de cohetes pesados SERAM T10. Se crearon bombas de napalm improvisadas (llamadas bidons spéciaux, “bidones especiales”) mediante el lanzamiento de depósitos de combustible cargados con combustible octagel espesado; más tarde se encendía o detonaba el combustible vertido con cohetes de fósforo blanco.
Se compró un total de 148 células a Pacific Airmotive (Pac-Aero) y fueron modificadas por Sud Aviation en Francia. Tras la guerra, el gobierno francés los puso a la venta de 1964-67. La mayoría fue vendida a Marruecos y a Argentina. La Fuerza Aérea de Nicaragua (FAN) compró cuatro de estos aviones ex marroquíes durante 1979. Argentina vendió más tarde algunos aparatos a Uruguay y Honduras.
T-28P
Aviones T-28S Fennec vendidos a la Armada Argentina como aviones de ataque embarcados. Fueron dotados de palas de hélice acortadas y gancho de cola para permitir los apontajes.
T-28R Nomair
Un intento de Hamilton Aircraft Company de Tucson, Arizona, de realizar un equivalente civil del Nomad III, a partir de T-28A ex USAF remozados. Tenía un motor Wright R-1820-80 Cyclone que lo hacía rápido y potente, pero tuvo que alargarse la envergadura 7 pies para reducir la velocidad de pérdida a menos de los 70 nudos “legales”. El prototipo voló por primera vez en septiembre de 1960, y el Certificado de Tipo de la FAA fue recibido el 15 de febrero de 1962. En ese momento, el T-28R-2 era el avión de la categoría estándar monomotor más rápido disponible en los Estados Unidos. Fue volado a una altitud de 11 800 m (38 300 pies).
T-28R-1 Nomair I
Entrenador militar que tenía una cabina en tándem, instrumentación y controles de vuelo dobles, y una cubierta deslizante hacia atrás actuada hidráulicamente. Se vendieron 6 en 1962 como entrenadores de apontajes a la Armada brasileña y fueron modificados con un gancho. Más tarde fueron transferidos a la Fuerza Aérea brasileña.
T-28R-2 Nomair II
Modificado para tener una estrecha cabina de 5 asientos (un piloto y dos filas de dos pasajeros) a la que se accedía desde el lado de babor. Se modificaron 10 aparatos en total, uno fue vendido a una compañía de fotografía a gran altitud.
RT-28
Conversión de fotorreconocimiento para realizar tareas de contrainsurgencia con la Real Fuerza Aérea de Laos. Número de conversiones desconocido.

## Operadores
Arabia Saudita

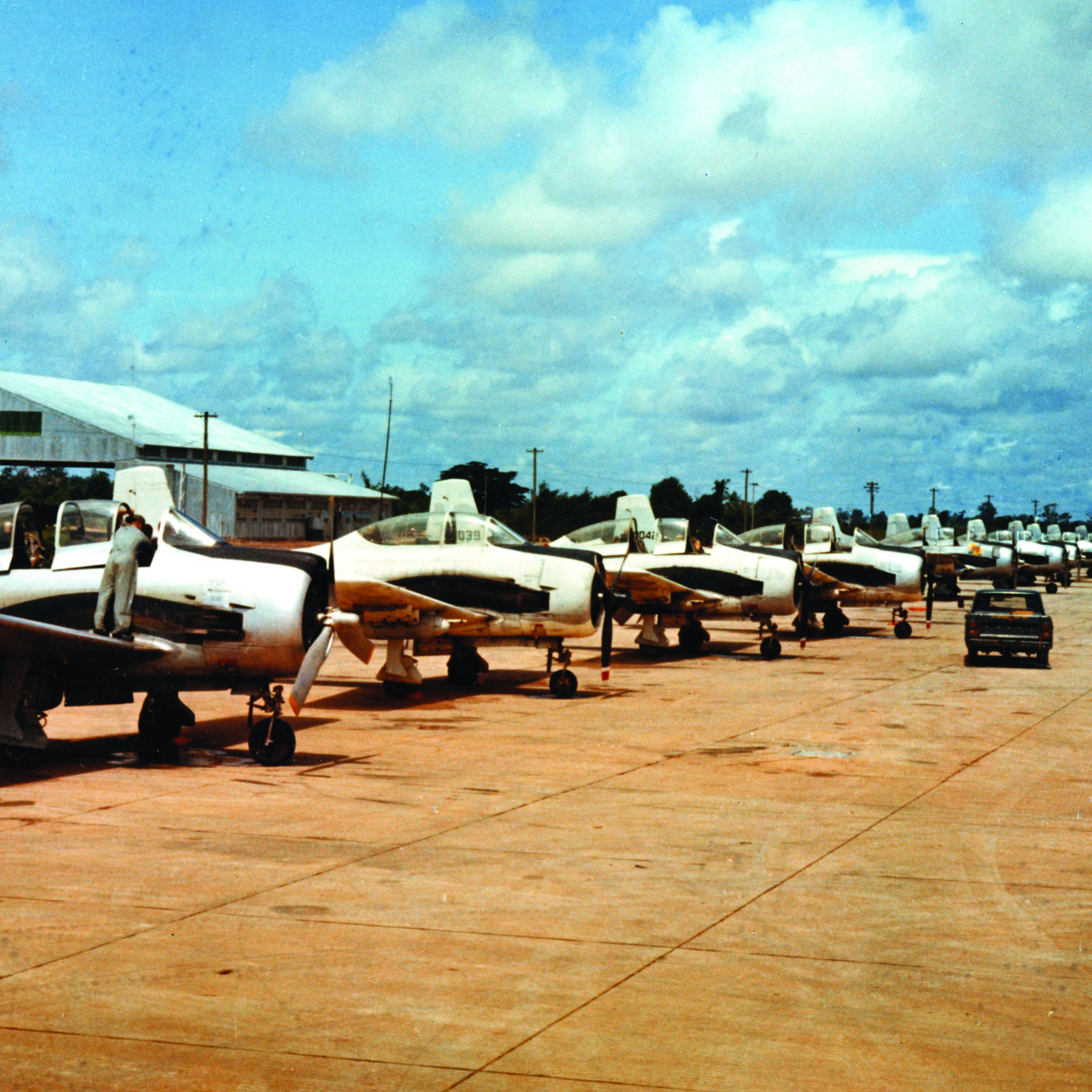
T-28D usados en la Operación Barrel Roll en Laos.

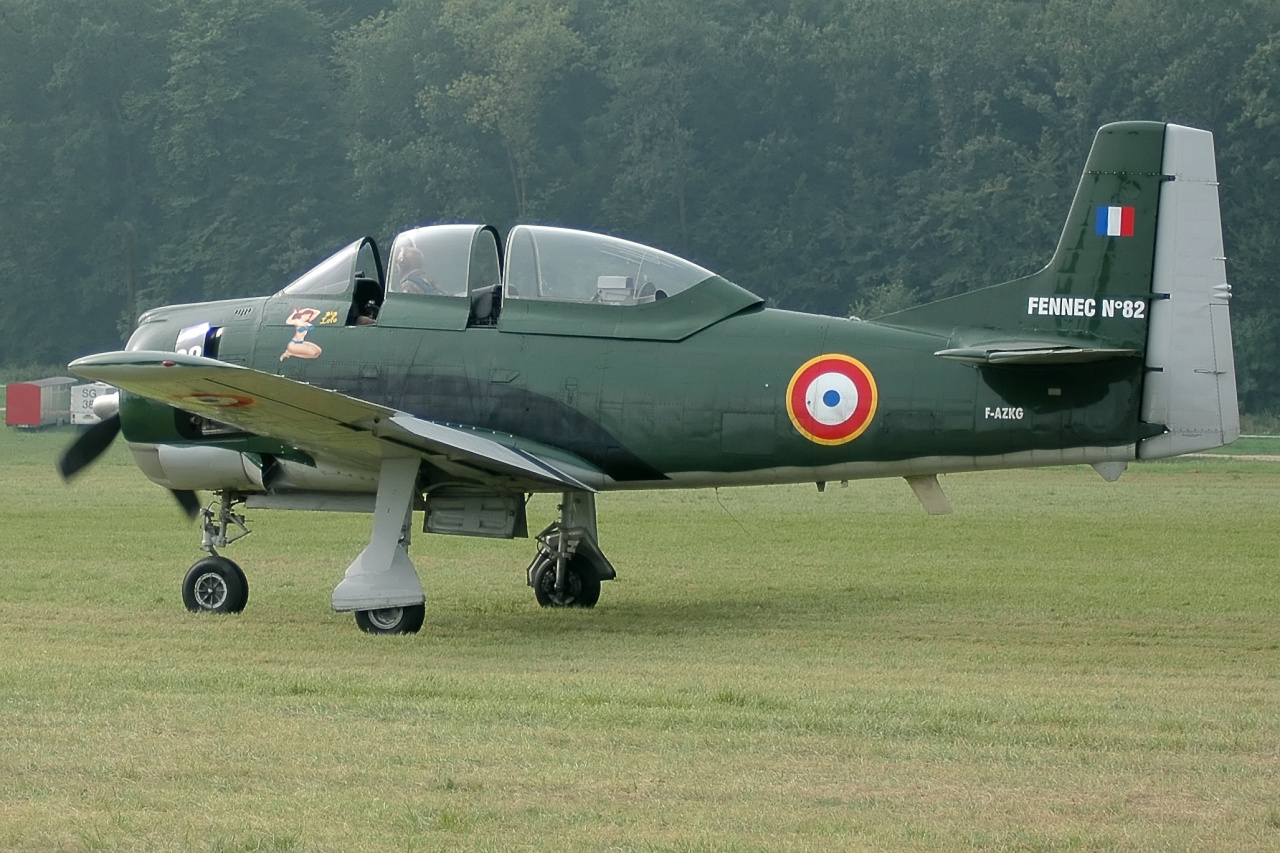
Un antiguo T-28 Fennec francés.

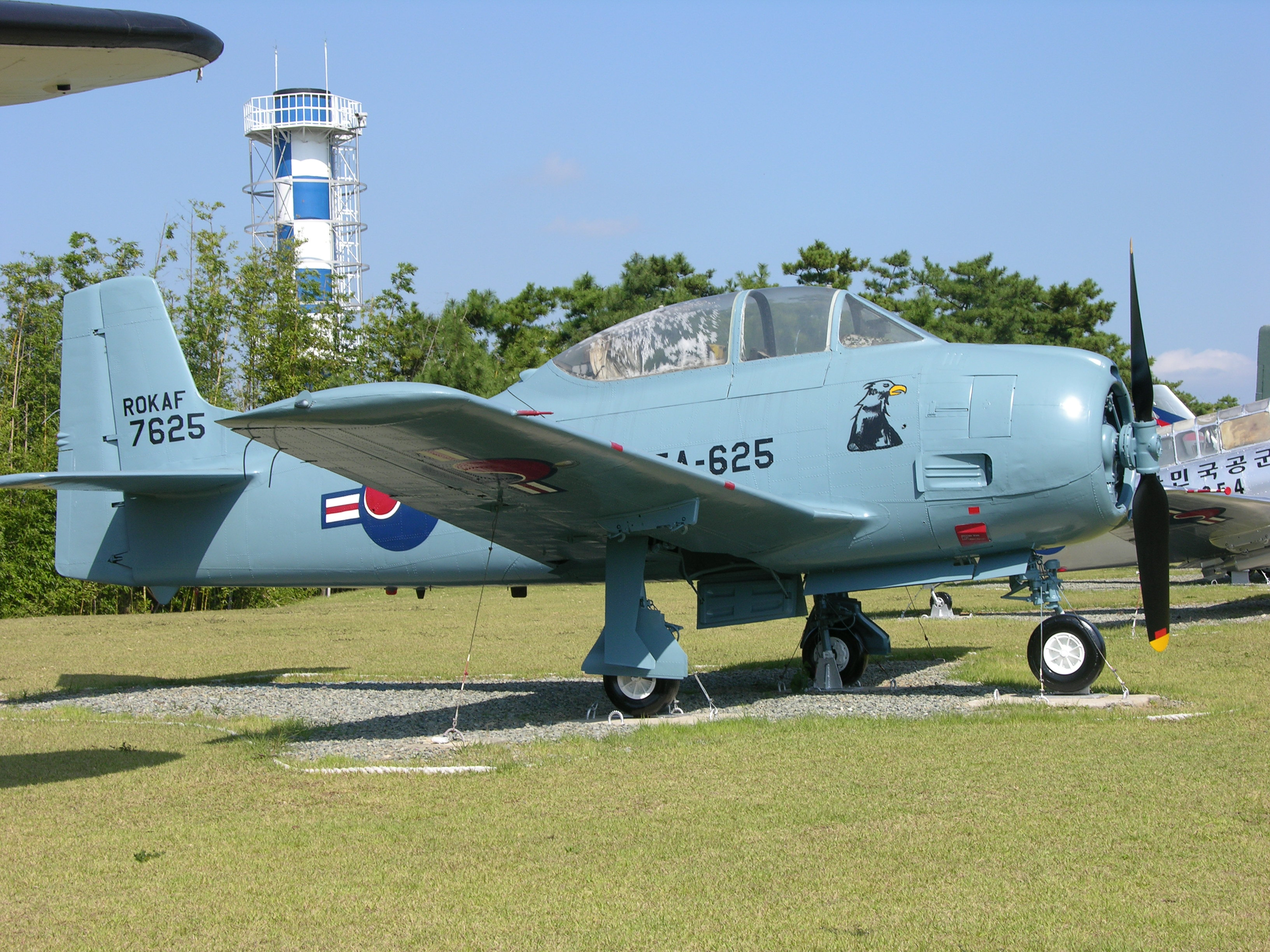
T-28A Trojan, RoKAF.

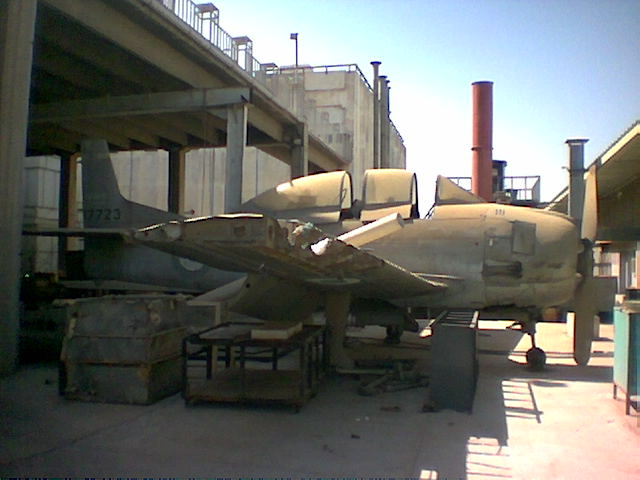
T-28A Trojan abandonado de la Real Fuerza Aérea Saudí en la Universidad del Rey Abdulaziz, Yeda, uno de los cuatro adquiridos en los años 50.

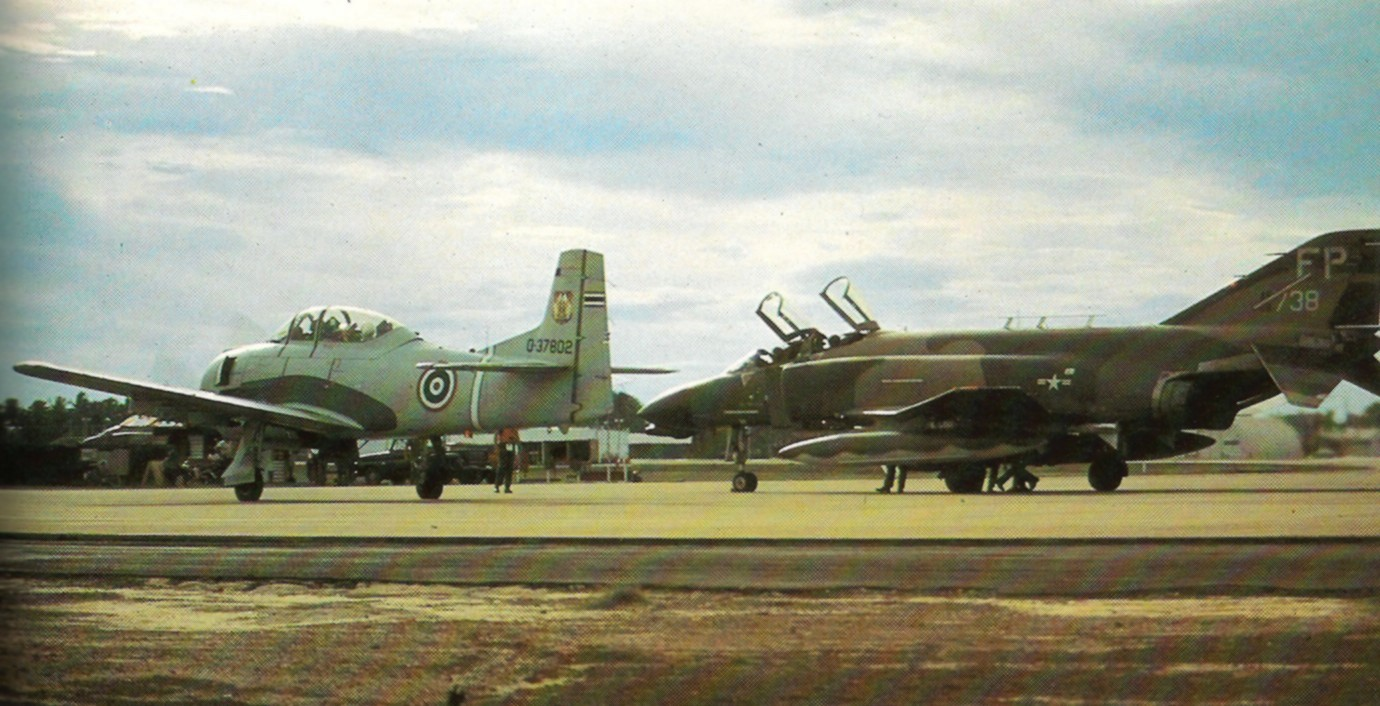
Un North American T-28D Trojan de la Real Fuerza Aérea tailandesa espera para despegar.

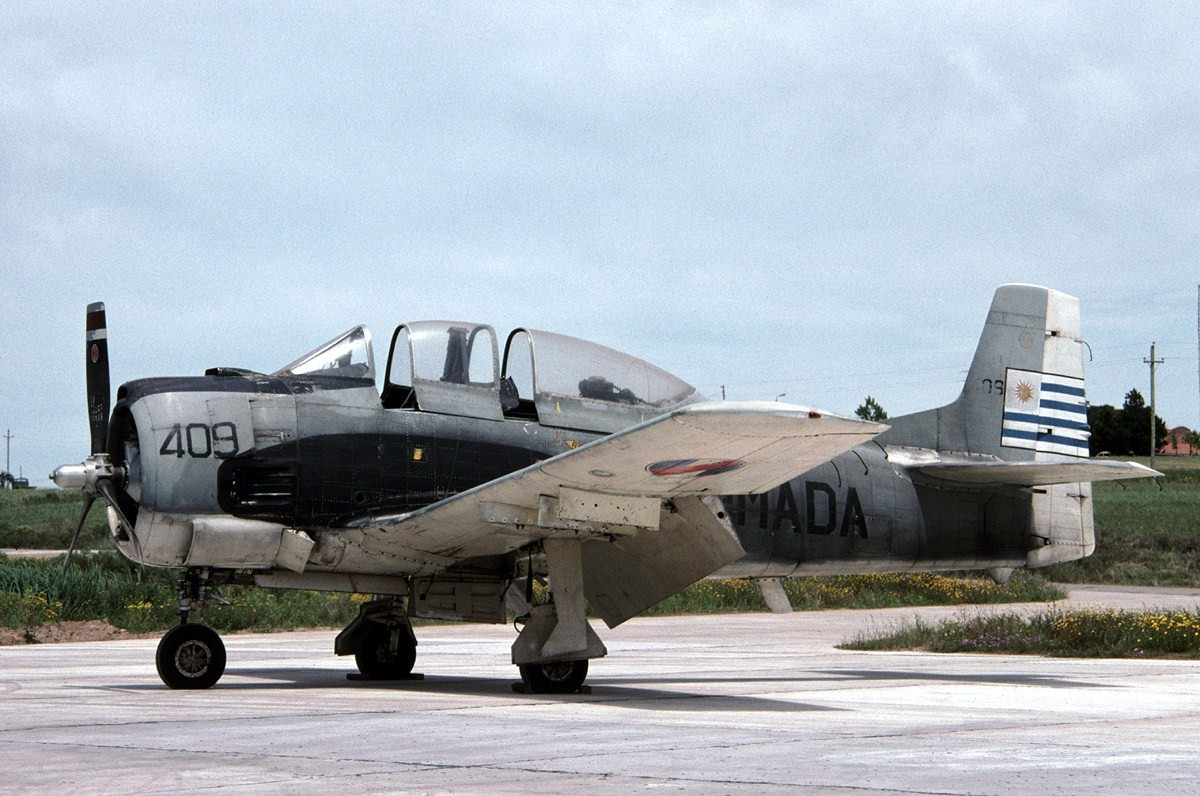
North American T-28S Fennec de la Aviación Naval Uruguaya.

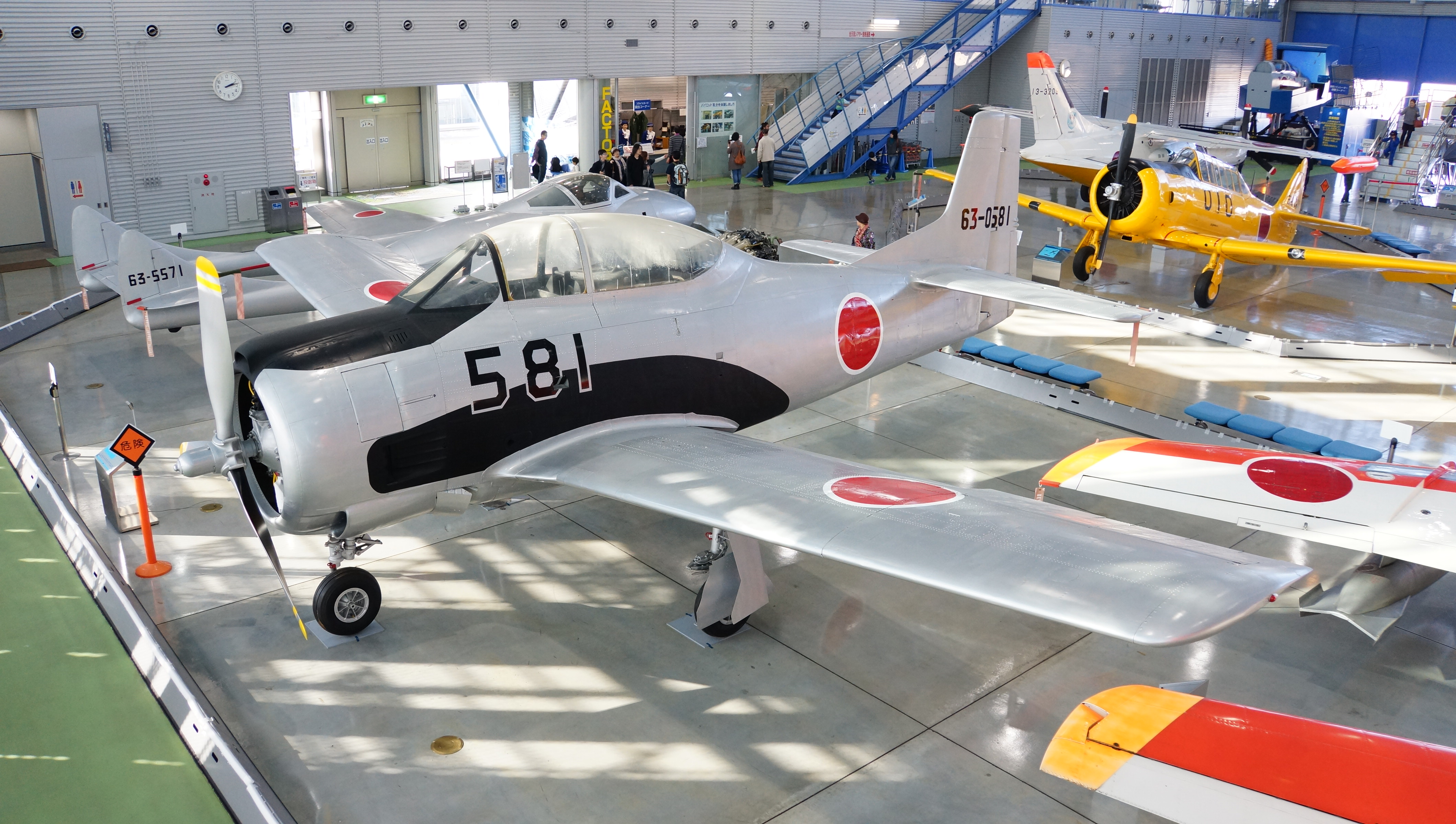
T-28B de la Fuerza Aérea de Autodefensa de Japón.

- Real Fuerza Aérea Saudí: 25 T-28A.

 Argentina
- Fuerza Aérea Argentina: 34 T-28A.[28][29]
- Armada Argentina:[29] 65 T-28S Fennec ex Ejército del Aire francés.[30][31] Los últimos nueve aparatos, transferidos a la Aviación Naval Uruguaya en 1980.

 Bolivia
- Fuerza Aérea Boliviana: como mínimo, seis T-28D.[29][30][32]

 Brasil
- Marina de Brasil: 18 T-28C.[29]

 República Democrática del Congo
- Fuerza Aérea de la República Democrática del Congo: 14 T-28C, 3 T-28B, 10 T-28D.[33]

 Corea del Sur
- Fuerza Aérea de la República de Corea[29][31][34]

 Cuba
- Fuerza Aérea de Cuba: 10 aparatos.[35][36]

 Ecuador
- Fuerza Aérea Ecuatoriana: nueve T-28A.[29][37]

 Estados Unidos
- Ejército de los Estados Unidos[38]
- Fuerza Aérea de los Estados Unidos: 1194 T-28A, de los que 360 fueron convertidos en D.[29]
- Armada de los Estados Unidos: 489 T-28B y  299 T-28C.[29]

 Etiopía
- Fuerza Aérea de Etiopía: 12 T-28A y 12 T-28D.[29][30][31][39]

 Filipinas
- Fuerza Aérea de Filipinas: 12 T-28A.[29][30][31][40]

 Francia
- Ejército del Aire francés: 148 células T-28A modificadas en Francia (1959) para realizar el modelo COIN T-28S Fennec.[31]

 Haití
- Fuerzas Armadas de Haití: 12 aparatos ex Ejército del Aire francés.[29]

 Honduras
- Fuerza Aérea Hondureña: ocho aparatos Fennec ex Real Fuerza Aérea de Marruecos. Uno entregado, los otros siete requisados en Fort Lauderdale.[30][31][41]

 Japón
- Fuerza Aérea de Autodefensa de Japón: un T-28B.[42][43]

 República Jemer
- Fuerza Aérea Jemer: operó 47 T-28 en total.[29][30][31]

 Laos
- Real Fuerza Aérea de Laos: 55 T-28D.[29][30][31][44]

 Marruecos
- Real Fuerza Aérea de Marruecos: 25 aparatos Fennec.[29][30][31][41]

 México
- Fuerza Aérea Mexicana: 32 T-28A.[29][31][45]

 Nicaragua
- Fuerza Aérea Nicaragüense: seis T-28D.[29][31]

 República Dominicana
- Fuerza Aérea Dominicana[30][31][46]

 Taiwán
- Fuerza Aérea de la República de China[29][31]

 Tailandia
- Real Fuerza Aérea Tailandesa: 88 T-28D entregados.[29][30][31][47] Retirados en 1984.[48]

 Túnez
- Fuerza Aérea Tunecina: Fennec.[29]

 Uruguay
- Armada Nacional del Uruguay: Fennec.[31][49]

 Vietnam
- Fuerza Aérea Popular Vietnamita[50]

 Vietnam del Sur
- Fuerza Aérea de Vietnam[31]

 Zaire
- Fuerza Aérea del Zaire

## Supervivientes

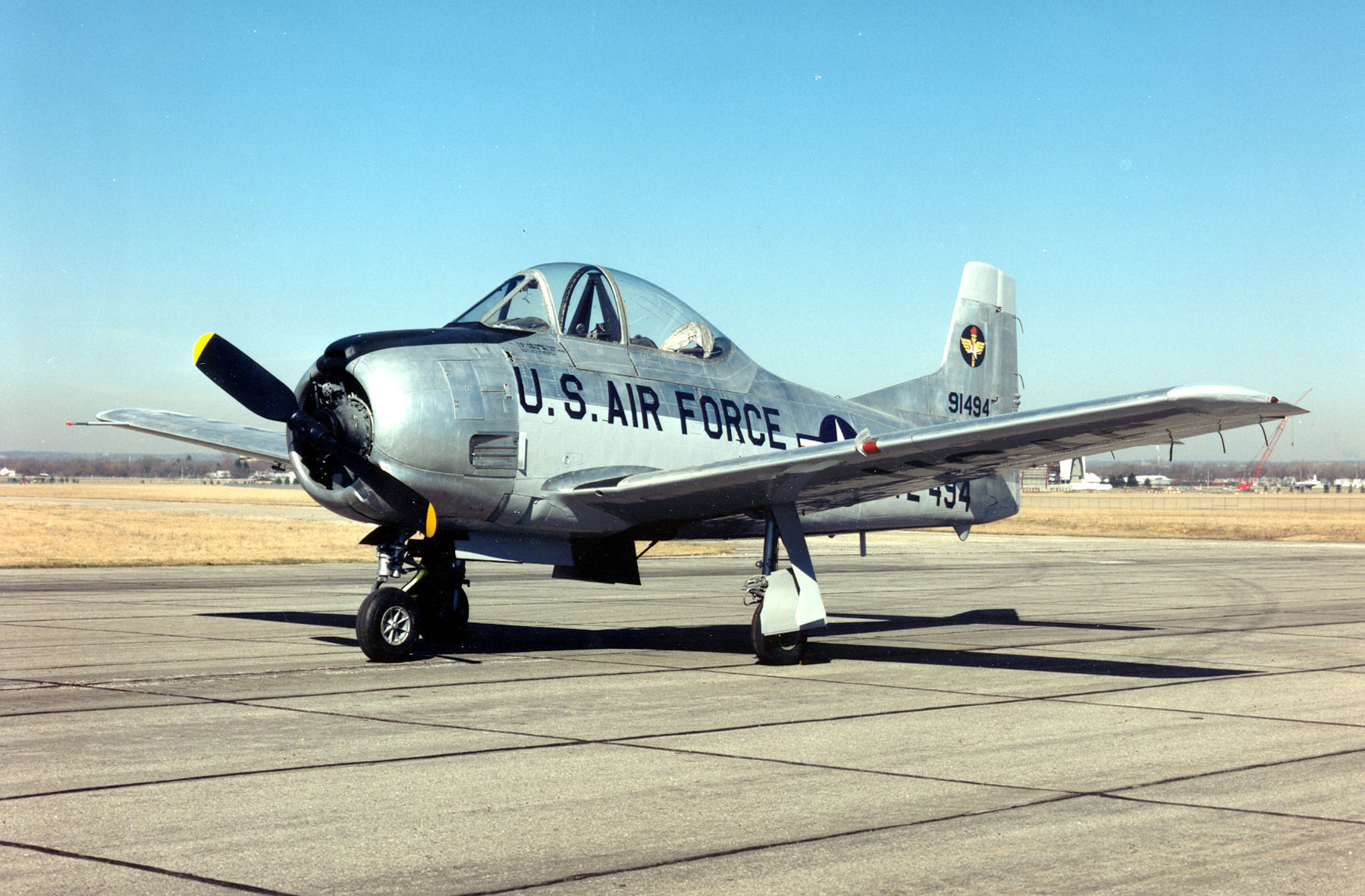
Un T-28A del Museo Nacional de la Fuerza Aérea de Estados Unidos.

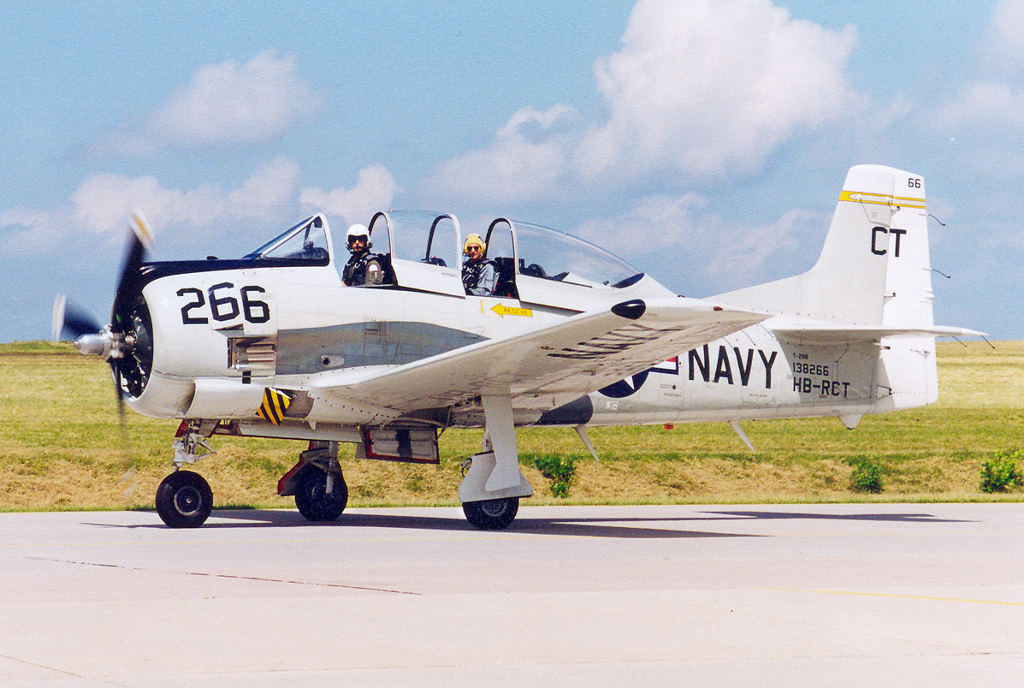
T-28B BuNo 138266 en 2008.

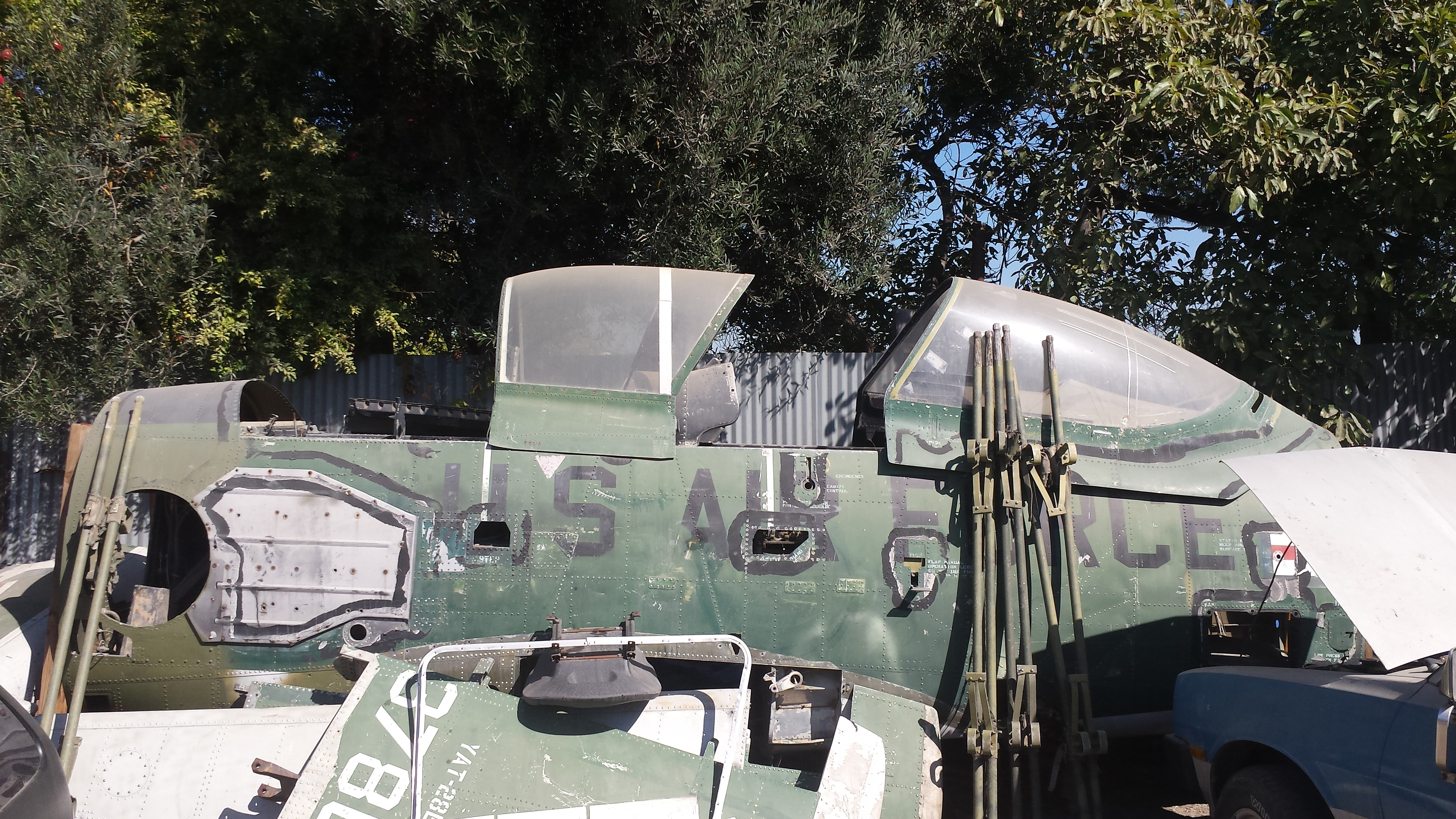
YAT-28E 0-13786.

Hay muchos T-28 en exhibición en el mundo. Además, existe un considerable número de ejemplares en condiciones de vuelo propiedad de particulares, ya que la aeronave es un popular avión deportivo y pájaro de guerra.

### Argentina
En exhibición
T-28A
- 174112 (ex USAF 51-3574), anteriormente operado por la Fuerza Aérea Argentina como E-608. Preservado en el Museo Regional Inter Fuerzas, Estancia Santa Romana, San Luís.[51]
- 174333 (ex USAF 51-3795), anteriormente operado por la Armada Argentina. Preservado en el Museo de la Aviación Naval Argentina.[52]

### Australia
En exhibición
T-28A
- 49-1583: Australian Aviation Museum, Bankstown Airport, Nueva Gales del Sur, Australia.[53]
- BuNu 140016: basado en Perth en el Jandakot Airport y propiedad de S&k Investments.

### Estados Unidos
En exhibición
T-28A
- 49-1494: Museo Nacional de la Fuerza Aérea de Estados Unidos en la Base de la Fuerza Aérea Wright-Patterson en Dayton (Ohio). El avión está pintado como un T-28 típico del Mando Aéreo de Entrenamiento de mitad de los años 50. Fue transferido al museo en septiembre de 1965. Está en exhibición el la Galería de la Guerra Fría del Museo.[54]
- 49-1663: Hurlburt Field, Florida.[55]
- 49-1679: Reese AFB, Texas.[56]
- 49-1682: Base de la Fuerza Aérea Laughlin, Texas.[57]
- 49-1689: Vance AFB, Oklahoma.[58]
- 49-1695: Base de la Fuerza Aérea Randolph, Texas.[59]
- 50-0300: Dakota Territory Air Museum, Minot, Dakota del Norte.[60]
- 51-3612: Museum of Aviation, Base de la Fuerza Aérea Robins, Warner Robins, Georgia.[61]
- 51-7500: Olympic Flight Museum, Olympia (Washington).[62]

T-28B

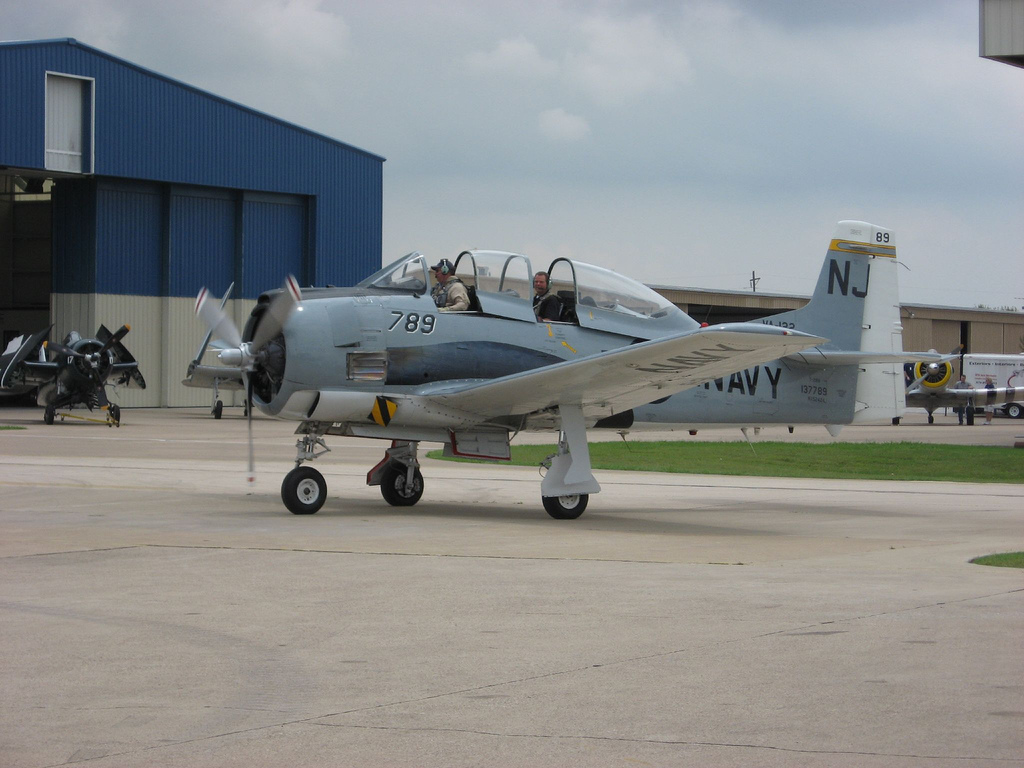
T-28B en el Cavanaugh Flight Museum.

- 137702: Museo del Centro de Prueba en Vuelo de la Fuerza Aérea, Base de la Fuerza Aérea Edwards, California.[63]
- 137749: Hill Aerospace Museum, Base de la Fuerza Aérea Hill, Utah
- 137796: Naval Air Station Anacostia, Washington D. C.[64]
- 138144: Naval Air Station Whiting Field, Florida.[65]
- 138164: En activo, volando y actuando en shows con los Trojan Phlyers en Dallas, Texas.[66]
- 138192: Aviation Heritage Center of Wisconsin, Sheboygan Memorial Airport, Sheboygan (Wisconsin)[67]
- 138247: War Eagles Air Museum en Santa Teresa (Nuevo México).[68]
- 138326: National Naval Aviation Museum, Naval Air Station Pensacola, Florida[69]
- 138339: Propiedad de Skydoc 1989-presente (2019) en Springfield (Illinois), actuando con los Trojan Horsemen 2003-2017, y Trojan Thunder 2017-presente.[70]
- 138353: Sobre un mástil en Milton (Florida).[71]
- 140047: En activo, volando y actuando en shows con los Trojan Phlyers en Dallas, Texas.[66]
- 140048: National Museum of the United States Air Force en la Base de la Fuerza Aérea Wright-Patterson en Dayton (Ohio).[72]

T-28C
- 138245: WarBird Museum of Virginia en Chesterfield (Virginia).[73]
- 140451: Middleton Field en Evergreen (Alabama).
- 140454: Battleship Cove en Fall River, Massachusetts.[74]
- 140481: Pima Air & Space Museum, junto a la Base de la Fuerza Aérea Davis-Monthan en Tucson, Arizona.[75]
- 140557: Naval Air Station Wildwood Aviation Museum, Cape May Airport, Río Grande (Nueva Jersey).[76]
- 140659: Southern Museum of Flight, Birmingham (Alabama).[77]

YAT-28E
- 0-13786: Colección privada, Port Hueneme, California. Uno o dos células supervivientes, actualmente almacenadas, esperando restauración.[78]

### Filipinas
En exhibición
T-28C
- 140533: Villamor AB en Manila, Filipinas.[79]

### Reino Unido
En exhibición
T-28C
- 146289: Norfolk & Suffolk Aviation Museum, Flixton, The Saints, Reino Unido.[80]

### Tailandia
En exhibición
T-28A

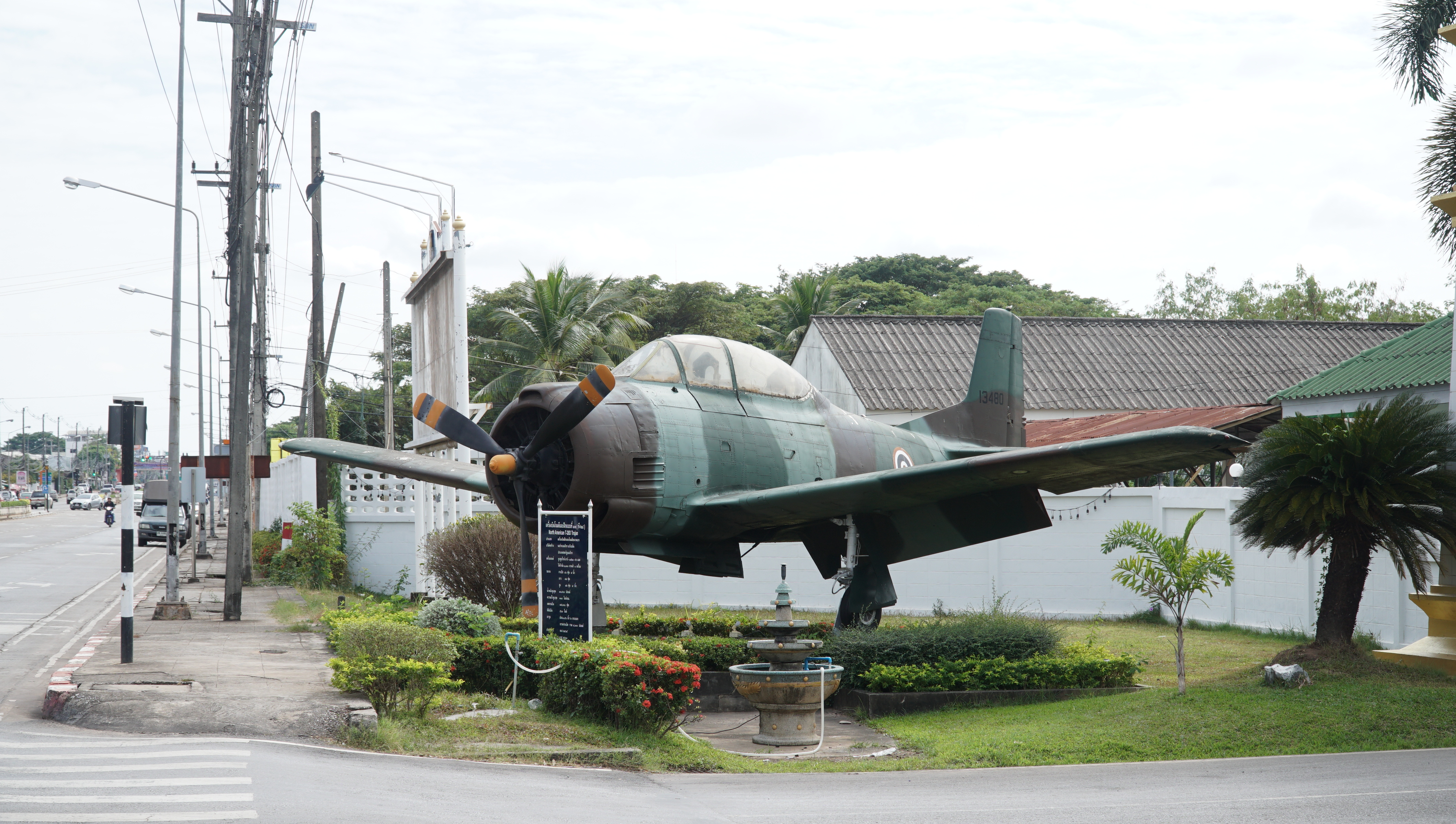
T-28 en la Udon Royal Thai Air Force Base.

- 49-1538: Prachuap Khiri Khan AFB en Bangkok, Tailandia.[81]
- 49-1601: Don Muang Royal Thai Air Force Base, Bangkok, Tailandia.[82]
- 49-1687: Loei Airport, Provincia de Loei, Tailandia.[83]
- 51-3480: Udorn Royal Thai Air Force Base, Tailandia.[84]
- 51-3578: Chiang Mai AFB, Bangkok, Tailandia.[85]
- 51-3740: Don Muang Royal Thai Air Force Base, Bangkok, Tailandia.[86]
- 153652: National Memorial, Bangkok, Tailandia.[87]

T-28B
- 137661: Royal Thai Air Force Museum, Bangkok, Tailandia.[88]
- 138157: Royal Thai Air Force Museum, Bangkok, Tailandia.[89]
- 138284: Royal Thai Air Force Museum, Bangkok, Tailandia.[90]
- 138302: Lopburi AFB, Tailandia.[91]

### Taiwán
En exhibición
T-28A
- 51-3664: Chung Cheng Aviation Museum, Taipai Airport, Taiwán.[92]

## Especificaciones

### Características generales
- Tripulación: Dos (alumno e instructor)
- Longitud: 10,06 m
- Envergadura: 12,22 m
- Altura: 3,86 m
- Superficie alar: 24,9 m²
- Peso vacío: 2914 kg (equipado)
- Peso máximo al despegue: 3856 kg
- Planta motriz: 1× motor radial de nueve cilindros refrigerado por aire Wright R-1820-86 Cyclone.
  - Potencia: 1063 kW (1425 HP; 1445 CV)

### Rendimiento
- Velocidad máxima operativa (Vno): 552 km/h
- Alcance: 1710 km
- Techo de vuelo: 10 800 m (35 500 pies)
- Régimen de ascenso: 18,0 m/s (3540 pies/min)

### Desarrollos relacionados
- AIDC T-CH-1
- North American XSN2J

### Aeronaves similares
- Yakovlev Yak-11
- de Havilland Canada DHC-1 Chipmunk
- North American T-6 Texan
- PZL TS-8 Bies

### Secuencias de designación
- Secuencia NA-_ (interna de North American): ← NA-156 - NA-157 - NA-158 - NA-159 - NA-160 - NA-161 - NA-162 -- NA-168 - NA-169 - NA-170 - NA-171 - NA-172 - NA-173 - NA-174 - NA-175 - NA-176 - NA-177 -- NA-186 - NA-187 - NA-188 - NA-189 - NA-190 - NA-191 - NA-192 -- NA-196 - NA-197 - NA-198 - NA-199 - NA-200 - NA-201 - NA-202 - NA-203 -- NA-215 - NA-216 - NA-217 - NA-218 - NA-219 - NA-220 - NA-221 - NA-222 - NA-223 - NA-224 - NA-225 - NA-226 - NA-227 - NA-228 - NA-229 -- NA-249 - NA-250 - NA-251 - NA-252 - NA-253 - NA-254 - NA-255 -- NA-257 - NA-258 - NA-259 - NA-260 - NA-261 - NA-262 - NA-263 -- NA-281 - NA-282 - NA-283 - NA-284 - NA-285 - NA-286 - NA-287 -- NA-304 - NA-305 - NA-306 - NA-307 - NA-308 - NA-309 - NA-310 →
- Secuencia T-_ (Entrenadores estadounidenses, 1948-presente): T-28 - T-29 - T-30 - T-31 →

### Listas relacionadas
- Anexo:Aeronaves de la Fuerza Aérea de los Estados Unidos (históricas y actuales)